# Yuleum娛樂
烈音娛樂。
過往旗下的代表藝人有金成鈴、都枝寒、李泰蘭等人。

## 過往藝人
- uie
- 金亨範
- 崔宏一（朝鲜语：최홍일）
- 鄭雄仁
- 白奉基
- 趙智奐（朝鲜语：조지환）
- 郭民浩（朝鲜语：곽민호）
- 車燁（朝鲜语：차엽）
- 鄭成雲
- 都枝寒
- 閔佑赫（朝鲜语：민우혁）
- 李賢旭
- 주희중
- 李政秀
- 李時勳
- 金東奎
- 李勝在
- 金成鈴
- 李泰蘭
- 金有美
- 朴孝珠
- 朴旻智
- 尹周熙
- 李烈音
- 劉貞萊（朝鲜语：유정래）
- 柳花
- Bubble Sisters（朝鲜语：버블시스터즈）（徐昇熙、姜賢貞、랑쑈、지영）
- 金荷允
- 許嘉允

## 外部連結
- 官方網站 
- Yuleum娛樂的Facebook專頁 
- Yuleum娛樂的X（前Twitter） 